# NSG 'Schwarzach-Durchbruch' und Rhätschluchten bei Burgthann
NSG 'Schwarzach-Durchbruch' und Rhätschluchten bei Burgthann este o arie protejată (arie specială de conservare — SAC, sit de importanță comunitară — SCI) din Germania întinsă pe o suprafață de 149,73 ha, integral pe uscat.

## Localizare
Centrul sitului NSG 'Schwarzach-Durchbruch' und Rhätschluchten bei Burgthann este situat la coordonatele 49°22′16″N 11°19′46″E / 49.3711°N 11.3294°E.

## Înființare
Situl NSG 'Schwarzach-Durchbruch' und Rhätschluchten bei Burgthann a fost declarat sit de importanță comunitară în noiembrie 2004 pentru a proteja 1 specie de animale. Situl a fost protejat și ca arie specială de conservare în aprilie 2016.

## Biodiversitate
Situată în ecoregiunea continentală, aria protejată conține 4 habitate naturale: Păduri de fag Luzulo-Fagetum, Păduri de fag Asperulo-Fagetum, Păduri pe pante, grohotișuri și ravene de Tilio-Acerion, Păduri aluvionare cu Alnus glutinosa și Fraxinus excelsior (Alno-Padion, Alnion incanae, Salicion albae).
La baza desemnării sitului se află o specie protejată de  amfibieni: izvoraș-cu-burta-galbenă (Bombina variegata).